# 15460 Manca
15460 Manca eller 1998 YD10 är en asteroid i huvudbältet som upptäcktes den 25 december 1998 av de båda italienska astronomerna Andrea Boattini och Luciano Tesi vid Pian dei Termini-observatoriet. Den är uppkallad efter den italienska astronomen Francesco Manca.
Asteroiden har en diameter på ungefär 5 kilometer och den tillhör asteroidgruppen Koronis.